# Bonifazio Donoratico
Bonifazio Donoratico (né à Pise, Italie, et mort en 1333) est un pseudo-cardinal italien du XIVe siècle créé par l'antipape de Pise Nicolas V. Il est membre de l'ordre des dominicains.

## Biographie
Bonifazio Donoratico est nommé évêque de Sagone(Corse) en 1297 et est transféré à Chiron (Crète) en 1306. Il assiste au couronnement de l'empereur Louis de Bavière.
L'antipape Nicolas V le crée cardinal lors du consistoire du 15 mai 1328. Il est excommunié et déposé par Jean XXII .

## Sources
- Fiche du cardinal sur le site fiu.edu